# タルファラダーレン
タルファラダーレン（＝タルファラ谷）は、スウェーデンの渓谷である。
スウェーデン語表記でTarfaladalen、スウェーデン語風サーメ語表記ではTarfalavaggeであり、元々北サーメ語(nordsamiska）のDarfalvággiからきている。
タルファラ谷は、スウェーデン最高峰・ケブネカイセ(Kebnekaise）の南東から東にかけて位置し、谷の一番高いところ（ケブネカイセの東側）はタルファラと呼ばれる。タルファラには、Svenska Turistföreningen (STF、スウェーデン旅行協会)の山小屋（stuga）が存在する。また、タルファラSTF山小屋から南に約1km下ったところには、Tarfala Forskningsstation（タルファラ研究ステーション）が存在する。このタルファラ研究ステーションは、タルファラにある氷河（例えば、ストールグラシエーレン、Storglaciären、ステーションの西側斜面）に関する氷河学（容積収支、融解プロセス・量、その他の科学的測量・調査）のフィールドワークの拠点になっている。尚、このステーションはStockholms Universitet/INK（ストックホルム大学 自然地理学及び定量地質学科）の付属機関である。 
タルファラは、高高度に位置し（大体1000m.o.h.）、覆地は岩石質（及び高山性の苔類に覆われている）である。タルファラは周囲を、ケブネカイセをはじめ、Kaskaspakte(カスカスパクテ、2043 m), Kaskastjåkka(カスカスショッカ、2076 m), Tarfalatjåkka(タルファラショッカ、1911 m)、そして、Tarfalapakte(タルファラパクテ、1806 m)に囲まれている。この三方向を高い山で囲まれ、谷の下流側が開いている地形は、タルファラに独特な局所現象（強い山おろし）をもたらす。 タルファラ研究ステーションで過去に記録された最大（瞬間）風速は、81 m/sで、1992年12月20日に記録されている。
タルファラに存在する氷河は、最大のものはStorglaciären（ストールグラシエーレン、the large glacier）、他に、Isfallsglaciären（イースファルグラシエーレン、the ice-fall glacier）、そしてKebnepakteglaciären（ケブネパクテグラシエーレン、the Kebnepakte glacier）である。タルファラは、従って、氷河トレッキング(glaciärvandring)やアルペン登山(alpin klättring)の場として愛好家には人気である。タルファラへは、Ladtjovagge（ラッチョヴァッゲ、ラッチョ谷）から通じている夏・冬共用のトレイルを辿ってTarfalajaure（タルファラヤウレ、タルファラ湖）までアクセスできるが、タルファラから(1)東側Kaskasvagge（カスカスヴァッゲ）を経てVistas（ヴィスタス）、(2)北側Pyramiden（ピラミーデン）を経てUnna Räitavagge（ウンナ　レイタヴァッゲ）、(3)西側Kuopertjåkka（クオペルショッカ）を経てSingi（シンギ）もしくはSälka（セルカ）に至るオフィシャルなトレイルは存在しない。